# Солари, Филипп
Филипп Солари (фр. Philippe Solari; 2 мая 1840, Экс-ан-Прованс — 20 января 1906, Экс-ан-Прованс) — французский (провансальский) скульптор, близкий друг П. Сезанна и Э. Золя.

## Жизнь и творчество

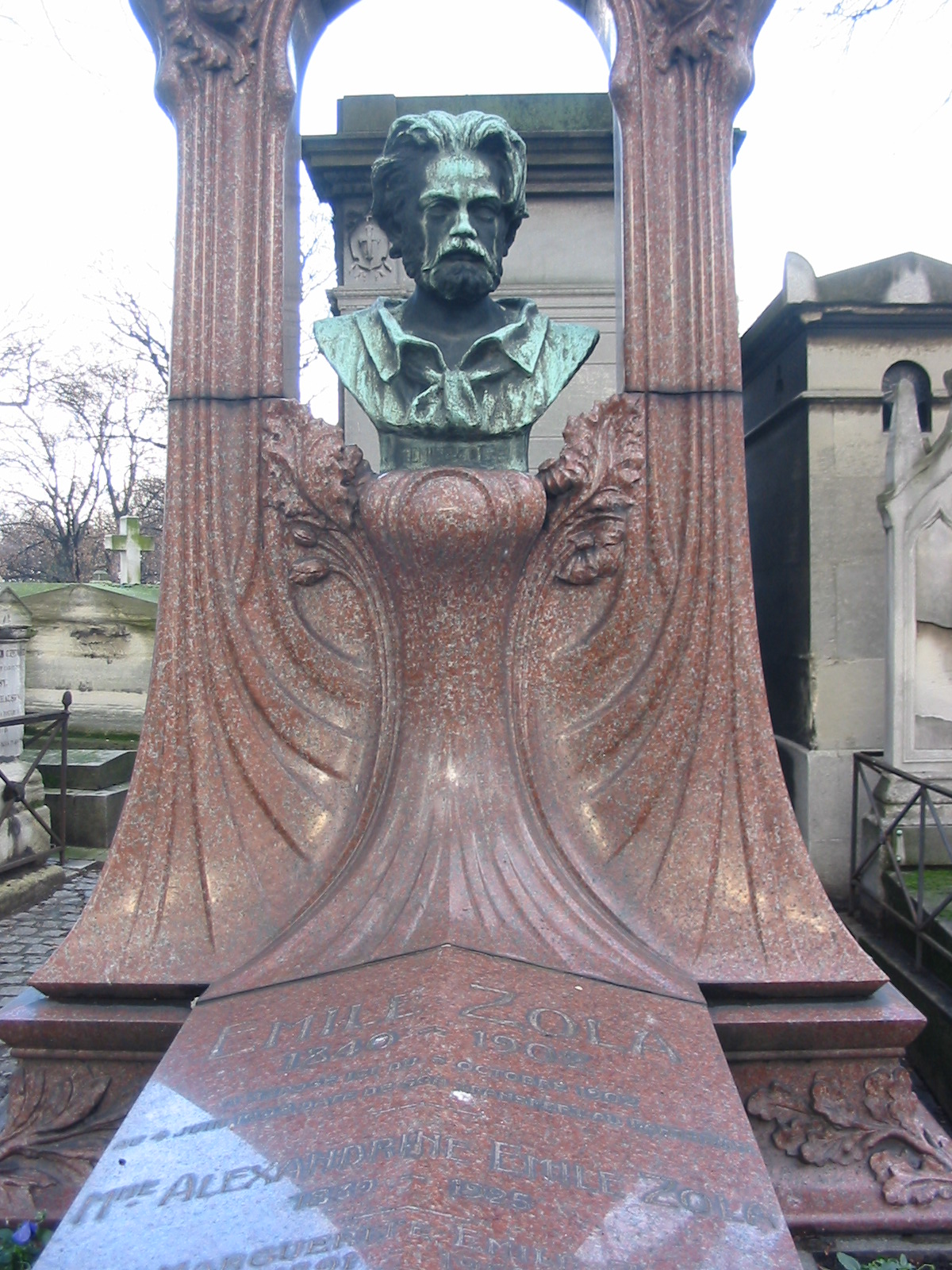
Памятник Э. Золя работы Ф. Солари на кладбище Монмартра

Родился в небогатой, многодетной семье итальянского происхождения. Образование получил в интернате Нотр-Дам, где познакомился и подружился с Э. Золя. В 1860—1866 годы регулярно посещает «вечера искусств» в доме Золя в Париже, где знакомится также с П. Сезанном и К. Писсарро. Художественное образование Ф. Солари получил в школе искусств Экс-ан-Прованса. После того, как молодой скульптор завоёвывает в Эксе приз Гране, он становится студентом парижской Академии Сюиса, в которой также учились К. Моне, Э. Мане, П. Сезанн и К. Писсарро. В то же время Солари ведёт весьма скромный образ жизни, так как художник едва может заработать на пропитание. Художник Ашиль Амперёр, также учившийся в то время в Академии, вспоминал: Каждый получал откуда-либо поддержку, только бедный Солари должен был быть озабочен из-за каждого своего обеда.
В 1867 году работа Ф. Солари впервые выставляется в Парижском салоне. В том же году он женится на Терезе Штремпель, дочери немецкого промышленника. В этом браке родились двое детей, в 1867 — дочь, и через 6 лет — сын, крёстными которого стали Э. Золя с женой. Ф. Солари был свидетелем на свадьбе Золя. В 1870 году он получает французское гражданство.
В 1868 году Ф. Солари выставляет в салоне свою скульптуру «Спящий негр» (ныне в парижском музее Орсе), вокруг которой развернулась дискуссия. В связи с этим Золя охарактеризовал Солари как одного из двух-трёх лучших современных скульпторов (в статье Émile Zola, Mon salon, L'Événement illustré, 16. Juni 1868). Автор надгробного памятника голландскому художнику Яну Йонгкинду. Незадолго до своей смерти Солари создаёт две скульптуры П. Сезанна, для одной из которых художник позировал, другую же Солари создал по памяти («Сезанн-мечтатель»).
Во время работы над оформлением ежегодного карнавального шествия в родном Экс-ан-Провансе Ф. Солари заболел пневмонией. Во время его транспортировки в больницу скульптор шептал: Ну что за неприятности с этой погодой?!. Умер в один год с Сезанном.